# Jared Donaldson
Jared Donaldson (Providence, 9 d'octubre de 1996) és un tennista professional estatunidenc.
Es va retirar provisionalment l'any 2021 a causa dels continus dolors que patia ocasionats per una tendinitis rotular.

## Trajectòria

### Individual
| Open d'Austràlia | A   | A   | Q2  | Q1   | 1R    | 1R    | A   | 0 / 2   | 0 – 2   |
| Roland Garros | A   | A   | Q3  | Q3   | 1R    | 2R    | A   | 0 / 2   | 1 – 2   |
| Wimbledon | A   | A   | Q1  | A    | 3R    | 2R    | A   | 0 / 2   | 3 – 2   |
| US Open | Q3  | 1R  | 1R  | 3R   | 2R    | A     | A   | 0 / 4   | 3 – 4   |
| Total Victòries–Derrotes                                                                                                   | 0−0 | 0−2 | 4−7 | 7−10 | 21−25 | 14−19 | 1−2 | 47 – 65 | 47 – 65 |
| Rànquing a final d'any | 730 | 261 | 134 | 105  | 54    | 111   | 720 |         |         |
| Llegenda: G: Guanyador; F: Finalista; SF: Semifinalista; QF: Quarts de final; Q: Qualificació; A: Absent; RR: Round Robin; |     |     |     |      |       |       |     |         |         |